# 에스피그메누 수도원

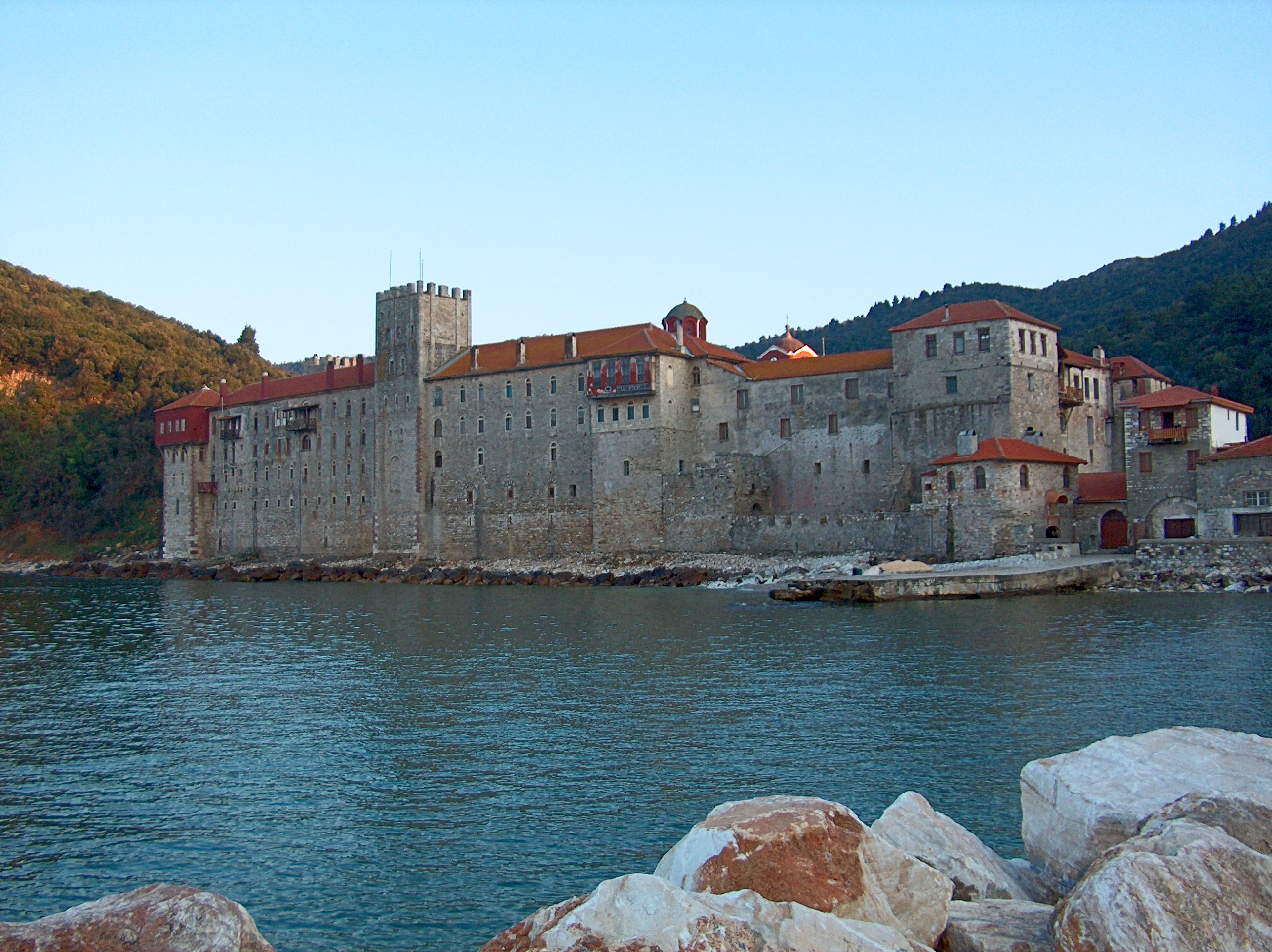
선창 근처에서 본 에스미그메누 수도원의 정면 전경.

에스미그메누 수도원(그리스어: Μονή Εσφιγμένου)은 그리스 아토스산 수도원 주에 있는 동방정교회 수도원이며, 그리스도의 승천에 봉헌되었다. 이 수도원은 아토니테 반도의 북쪽 해안의 바다 바로 옆에 건축되었다. 힐란다르 수도원 인근에 위치한 이 수도원은 모든 아토니테 수도원들 중에서 가장 북쪽에 있다. 현재의 수도원은 10세기로 거슬러 올라가는데, 전통에 의하면, 이 곳의 부지는 이미 5세기부터 수도원으로 사용되고 있었다고 한다. 에스미그메누는 아토니테 수도원들의 서열체계에서 열여덟 번째 위계를 지니며, 콘스탄티노폴리스 에큐메니컬 총대주교청과의 마찰로 인해 논의 빌미를 제공하고 있다. 이 수도원은 현재 에스미그메누를 아토스산에서 가장 인구가 많은 수도원으로 만든 거의 115명의 수사단을 보유하고 있다.

## 이름
이 수도원의 이름은 그리스어로 그대로 조여진으로 번역된다. 이 수도원의 이름에 관해서는 상충하는 전통들이 있다. 그 중 한 가지는 이 수도원이 둘러싸고 있는 언덕들과 바다에 의해 조여진 평지 위에 건축되었다는 사실이다. 비잔티움 황제 요한네스 콤네소스는 그의 저서 프로스키네타리온 투 아기우 오루스 투 아토노스(그리스어: Προσκυνητάριον του Αγίου Όρους του Άθωνος)에서 이 수도원을 묘사한 예를 들면:

이 곳은 "에스피네그누"라고 불린다. 왜냐하면, 세 개의 산과 아주 가까이의 바다에 의해 한정되어 있기 때문이다.

또 다른 전통에 의하면 그 이름의 수사가 이 수도원을 설립하고 보수했다고 한다. 그 전통은 그가 허리에 단단한 밧줄을 두르곤 했으며, 따라서 이 수도원은 "조여진"이라는 이름을 갖게 되었다고 이야기한다.

## 역사
아토니테(아토스산의) 전승에서 이 수도원의 설립은 5세기에 비잔티움 황제 테오도시우스 2세와 그의 누나 풀케리아에 의해서라고 한다. 같은 전승에 따르면, 초기의 이 수도원은 가까운 언덕에서 떨어진 거대한 바위로 인해 파괴되었다고 한다. 같은 전승에 따르면, 그 수도원은 현존하는 수도원에서 500 미터 거리에서 아직도 발견될 수 있다고 한다. 역사적이고 고고학적인 증거는 이 전승을 틀림없이는 확인해 주지 못하며, 그러므로 이 수도원의 설립자 뿐만 아니라, 설립의 정확한 시간도 명확하게 알아볼 수 없다.
그러나, 그 증거는 이 수도원이 이미 10세기 또는 11세기부터 존재했음을 확신케 해 준다. 이 수도원은 크세로포타무의 파울로스의 1061년의 한 서신에서 참조된다. 칼키의 수사 데메트리우스의 1030년의 유언에 스스로를 "에스피그메누 수도원의 수사이며 대수도원장인 테오크티스토스"라고 칭하는 한 수사가 서명했다. 최종적으로 이 수도원은 아토스산의 1046년의 두 번째 봉사례에서 언급된다.
이 수도원은 오스만의 정복 때까지 크게 번영했다. 요한네스 5세 팔라이올로고스와 같은 비잔티움의 많은 황제들은 그 번영이 스테판 우로시 4세 두샨과 라스키아의 왕자 기오르기와 같은 정교회의 다른 국가들의 지도자들의 덕이라고 했다. 그러나 이 수도원의 번영은 해적의 습격과 14세기 중에 수도원에 손상을 가한 두 번의 대화재들에 뿐만 아니라, 이웃하는 바토페디우 수도원과의 토지 문제를 놓고 벌어지는 지속적인 논쟁에 가려져 있었다. 이 수도원의 소장품들 중에 있는 필사본들에 의하면, 이 수도원의 바로 옆 바다는 아토니테 반도를 두르는 다른 바다들에 비해서 늘 잔잔했기 때문에, 해적들이 심한 위협으로 수도원을 괴롭혔다고 한다. 그러한 이유들 때문에, 이 수도원은 결국 폐허가 되었고 실질상 버려져서 근처의 힐란다르 수도원과 조그라프 수도원이 토지의 여러 부분을 가로챌 수 있게끔 하여, 추가적인 법적 분쟁을 야기시켰다.
그러나, 이 수도원은 재건을 위하여 일하는 51 명의 수사들이 알려준 1569년의 한 필사본을 증거로 들어, 마침내 승소하여 토지를 되찾았다. 1655년에 러시아의 차르 알렉세이 1세는 수사들에게 수도원의 자금 증가를 위해 5년 마다 그의 영토들을 방문할 수 있는 권한을 주었다. 같은 기간 동안에 다누비아의 공국들의 통치자들도 수도원에 상당한 기부를 하였다. 18세기 초에, 멜레니콘의 주교 그레고리오스는 수도원에 기부금을 조달해 줬으며 끝내는 수도원의 보수에 착수한 수사들 중에 한 명이 되었다. 또한, 테살로니키의 주교 다니엘이 이 수도원 재정의 책임을 맡아서, 아토니테 공동체와 콘스탄티노폴리스의 총대주교 게라시무스 3세의 동의를 얻어 이 수도원을 케노비움으로 만들었다. 폐허가 된 수도원의 남동부를 재건축하기도 한 콘스탄티노폴리스의 총대주교 그레고리우스 5세에 의해 1797년에 당면한 문제에 관련된 총대주교 칙령이 공표되었다.
연속되는 유능한 대수도원장들(아카키우스, 에우티미우스, 테오도리투스 그리고 아가탕켈루스)는 그들의 임기 때부터 거의 독점적으로 기산되는 현재 구조물들이 있는 위치로의 이 수도원의 보수와 확장에 크게 기여했다. 아가탕겔리수의 후임 루카스는 도상 학교를 설립했고, 그 학교는 장기간에 걸쳐 이 수도원에 이바지했다.
그리스 독립 전쟁 기간 동안에, 아토스 반도의 가장 북쪽에 있는 이 수도원은 아토스산을 유린하는 오스만 제국군들을 근엄하게 견뎌냈다. 그러나, 그 기간 동안에도, 이 수도원은 어느 정도의 번영을 경험했다.

## 논쟁 및 분쟁
아토스산의 다름 수도원들과 스케테들, 수사들과 마찬가지로 에스미그메누 또한 콘스탄티노플 에큐메니컬 총대주교청과 수십년 간의 논쟁에 관련되어 있다.
아토스산의 수도원 공동체는 에큐메니컬 총대주교의 영적인 직접 관할권 하에 있으며, 모든 아토니테 수사들은 교회법적으로 총대주교를 기념(그리스어: να μνημονεύουν, 인정)함이 요구됐다. 그러나, 1970년대부터, 에스미그메누도 아토스산의 다른 수도원들과 같이 에큐메니컬주의자가 된 총대주교를 비난하며 총대주교를 기념하기를 거부해 왔다. 그러한 비난들에는 아토스산의 모든 수도원들의 많은 불만들로부터 기인한다{{아토스산의 모든 20 수도원들로부터의 서신}}. 그러한 불만들은 정교회의 금지된 교회법인, 이단자들과 함께 기도하기, 예를 들어, 로마 교황과 공동 기도 바치기, 에큐메니컬 총대주교와 교황과의 회담에서 드러나는 에큐메니컬 총대주교의 로마 가톨릭교회를 향한 회유적인 접근 그리고, 1960년대에 로마 가톨릭 교회에 대하여 이스탄불에서 콘스탄티노플의 에큐메니컬 총대주교에 의한 파문의 일방적인 고조를 포함한다.
이 수도원의 수사들은 다른 수도원 공동체들과 단절되어 있고 카리에스의 아토스 행정 센터에서 열리는 공동 회의에도 참석하지 않는다. 아토스산에 있는 많은 사람들이 식품의 바코드를 두려워 하는 것과는 다른 의미이기는 하지만, 많은 사람들이 아토스산의 많은 수사들을 "열심당"이라고 생각하는 데도 불구하고, 에스피그메니테(에스미그메누 수도원의 수사)들은 외부 세계로부터 일반적으로 열심당이라 불린다. 그들은 정교회 아니면 죽음이라는 구호를 좌우명으로 삼고 있으면서, 다른 아토니테(총대주교 기념자)들을 에큐메니컬주의 이단자로 보는데 반해, 그들은 그들 스스로를 "진정한 정교회 기독교인" 또는 "저항 중인 정교회 기독교인"으로 여긴다.
2002년에 콘스탄티노플 에큐메니컬 총대주교 바르톨로메오스 1세가 (로마 가톨릭 사람들이 성산으로 들어 오는 것을 막기 위해서 만들어졌다고 많은 사람들이 믿는 한 원칙을 적용하여) 그들이 정교회로부터 분리 상태에 있다고 선언했을 때 부터, 에스피그메니테들과 에큐메니컬 총대주교와의 관계는 매우 악화되었다. 그리스 헌법이 교파분리주의자 또는 로마 가톨릭 사람의 아토스에서의 거주를 금지한 이래로, 에스피그메니테들은 테살로니키 법원에 의해 수도원을 떠나라는 명령을 받았다. 그러나 그들은 응하기를 거부했다. 그 사례는 그리스 대법원에 넘겨졌지만, (대법원은 그 사례에 대한 사법권이 없다고 했으며) 그들은 그 사례를 맡기를 거부했고 하위 법원이 내린 축출 결정은 뒤집히지 않았다.
에큐메니컬 총대주교는 에스피그메니테들의 불법의 선언에 대한 반응으로 총대주교의 관할권을 인정하는 새로운 수사단의 편성을 허가했다. 2006년에, 그 새로운 수사단의 일원들이 카리에스에 있는 이 수도원의 사무소 직원들에게 그들의 방식을 강요하려 했을 때, 에스미그메누는 다시 세계계적인 이목을 끌었다. 그 건물에 있던 에스미그메누 수사들은 대형 망치를 휘두르며 그 건물의 현관문을 박살내는 폭행자들로부터 그들 스스로를 방어하려는 시도로, 쇠지렛대들과 소화기들을 사용하여 그들 자신들을 지켜야 했고 한 가지 무기들만 들은 그 불청객들을 격퇴했다. 뒤이어 일어난 충돌들에서, 일곱 명의 수사들이 극심한 부상을 입었다.
2007년 1월에, 테살로니키의 지방 검사는 150,000 유로 이상의 재산과 수도원에 속한 소유지를 횡령한 혐의로 난관에 빠진 에스미그메누의 수사들을 편의상 기소했다.
BBC는 아토스산의 그리스 주지사 게오르게 말라쿠라스와의 인터뷰에서, 수사들에 대한 기소가 정치적인 동기가 있었고 수사들을 축출하려는 또 다른 압박 전략이었는지에 대한 의문을 야기시켰다고 했다.

## 건축
이 수도원은 중요한 여러 건축물들의 발상지이다. 이 수도원은 5세기부터로 거슬러 올라가는데도 불구하고, 현재 건물들은 주로 19세기 전반기에 건축되었다. 이 수도원의 대체적인 형태는 드넓은 안마당을 구성하는 직사각형 벽이다. 안마당의 중앙에는 수사들의 수도실들, 손님 숙소들과 식당이 수용된 부속 건물들이 두르고 있는 카톨리콘이 위치해 있다.
그리스도의 승천에 봉헌된 그 카톨리콘은 1806년에서 1810년 사이에 대수도원장 테오도리토스에 의해 건축되었다. 그 카톨리콘은 초기의 카톨리콘이 있던 부지에 아토니테 성당의 양식을 덧붙여 건축되었다. 그 카톨리콘은 1811년에 총대주교 그레고리우스 5세에 의해 개관되었다. 그 카톨리콘의 건축은 카산드리아의 주교 이그나티우스로부터의 개인 기부에 크게 도움을 받았다. 그 성전 자체는 드넓고 위엄있으며, 납 지붕의 여덟 개의 돔들과, 가장 큰 중앙 돔을 지니고 있다. 대리암이 티노스에서 아토스로 운반되어 이 수도원의 건축에 쓰였다.
그 카톨리콘의 신랑은 성상학자들인 베냐민, 자카리아스와 마카리오스에 의해 1811년에 성상으로, 1818년에 성지로 장식되었다. 그 장식은 성상학자들인 요아사프, 니키포로스, 카라시모스와 안티모스에 의해 1841년에 배랑의 성상으로 완성되었다. 제단과 성서 그리고 이 성당의 다른 특징들은 그 기간으로 거슬러 올라간다. 특히 신약과 구약 성서의 장면들이 묘사된 성상은 조각된 나무에 금도금이 되어 있으며, 아토스산에 있는 가장 중요한 후기 비잔티움 성화벽들 가운데 하나로 여겨진다. 또한, 그 카톨리콘에는 이 전에 에스피그메니테 수사였던 콘스탄티노플 에큐메니컬 총대주교 안티무스 6세에 의해 1845년에 더해진, 두 개의 경당들, 문간과 포치도 있다.
그 카톨리콘의 남동쪽 모퉁이의 밖에는 성수를 보관하는데 사용되는 세례단(그리스어: Φιάλη)이 있다. 그것은 요한네스 5세 팔리이올로고스의 치세기부터 내려로는 과거의 유사한 구조물의 부지에 대수도원장 에우티미오스에 의해 1815년에 건축되었다. 그 건축물은 조각된 대리석 소간벽들로 연결된 여덟 개의 대리석 기둥이 떠받치고 있는 돔이 지붕을 이루고 있다.
식당은 수도원에서 가장 오래된 건물이다. 그 식당은 카톨리콘의 맞은 편의 서쪽 부속 건물에 있는 준독립형 건물이다. 그 건물은 대수도원장 에우티미오스에 의해 1810년에 보수되었다. 그리스 독립 전쟁 기간 동안에 오스만의 군인들이 이 수도원에 주둔하면서 그들의 공간을 마련하려고 피운 불로 인해 발생한 화재로 심하게 손상되었음에도 불구하고, 그 식당의 16세기와 17세기의 성상은 아직도 남아 있다.
이 수도원은 13 개의 경당들이 본 단지 안에 여뎗 곳, 밖에 다섯 곳이 있다. 단지 안의 경당들 중에 가장 중요한 곳들은 카톨리콘의 측면에 있는 마리아의 자헌 경당과 대천사 경당이다. 단지 밖에 있는 경당들은 수도원 안의 여러 부지들로 분산되어 있고 프레스코화들은 없지만 중요한 성화상들을 소장하고 있다. 단지 밖에 있는 경당들 중에서 가장 주목할 만한 곳은 키예프의 페체르스카야 라브라의 설립자인 키예프의 성 안토니의 경당으로 수도원 바로 건너편에 위치해 있다.

## 문화재
이 수도원의 보고에는 중요한 많은 성유물들이 보관되어 있다. 이 수도원의 도서관과 같이 그 보고도 카톨리콘의 배랑에 임시적으로 수용되어 있다. 십자가들, 책들, 의복들 등과 같은 중요한 문화재들 중에서, 에스미그메누는 콘스탄티노폴리스의 총대주교 그레고리우스 5세에 의해 이 수도원에 기증된 나폴레옹 보나파르트의 천막의 큰 (3.05×2.80 평방미터) 부분을 소유하고 있다. 수사들은 그것을 예수의 승천 축일에 카톨리콘의 입구 위의 천막으로 1년에 단 한 번 사용한다.
그 카톨리콘의 제대에는 이른바 풀케리아의 십자가라고 일컬어지는 것이 세워져 있는데, 성유물함도 포함된다. 그것은 매우 중요한 비잔티움 모자이크 성화상이다. 그 성화상은 거의 0.15×0.07 평방미터 크기이며 그리스도가 서 있는 모습이 매우 상세하게 묘사되어 있다. 그 성화상은 사도들이 묘사된 은 테두리가 둘러져 있고 하단에 성유물이 들어 있다.
이 수도원은 많은 필사본들도 소장하고 있다. 그 도서관에는 372권의 필사본들과 그것들 중에 75권은 양피지에 작성됐고, 몇 권은 도상으로 장식된 필사본들을 보관하고 있다. 그것들 중에는 80 개의 세밀화들이 그려져 있는 유명한 코드화 #14 미놀로기온이 있다. 그 도서관은 거의 2,000권의 인쇄된 책들도 소장하고 있으며, 6,000 권 이상의 책들이 북쪽의 부속 건물의 2층에 있는, 이 수도원의 또 다른 곳에 보관되어 있다.

## 참고 문헌
- Kadas, Sotiris. 《The Holy Mountain》 (그리스어). Athens: Ekdotike Athenon. ISBN 960-213-199-3.